# Weribold von Heys
Weribold von Heys (falecido em 1477) foi um prelado católico romano que serviu como bispo auxiliar de Münster de 1470 até 1477.

## Biografia
Weribold von Heys foi ordenado sacerdote na Ordem dos Frades Menores. No dia 10 de dezembro de 1470 foi nomeado durante o papado de Paulo II como Bispo Auxiliar de Münster e Bispo Titular de Larissa, na Síria. A 1 de janeiro de 1471 foi consagrado bispo por Giacomo, bispo de Sant'Angelo dei Lombardi, com Antonio Cicco da Pontecorvo, bispo de Caserta, com Antonio de Bonaumbra, bispo de Accia, servindo como co-consagradores. Serviu como Bispo Auxiliar de Münster até à sua morte em 1477.